# تپه چغابلک
تپه چغابلک مربوط به دوره عیلامیان - عصر آهن است و در شهرستان کرمانشاه، بخش ماهیدشت، دهستان چغانرگس، جنوب غربی جاده آسفالته، روستای چغا بلک علی رضا واقع شده و این اثر در تاریخ ۲۷ اسفند ۱۳۸۶ با شمارهٔ ثبت ۲۲۴۶۹ به‌عنوان یکی از آثار ملی ایران به ثبت رسیده است.